# Pagekon obří
Pagekon obří (Rhacodactylus leachianus) je druh ještěra, který je endemitem Nové Kaledonie (obývá jihovýchod Grande Terre a ostrov Île des Pins). Dosahuje délky 36 centimetrů (z toho asi 14 cm připadá na ocas) a váhy okolo 200 gramů; je tak největším žijícím druhem gekona na světě a názorným příkladem ostrovního gigantismu. Druh popsal v roce 1829 Georges Cuvier a dal mu vědecké jméno podle anglického zoologa Williama Elforda Leache.
Žije stromovým způsobem života, při šplhání si pomáhá chápavým ocasem, na chodidlech má jako všichni gekoni přísavky. Aktivní je převážně v noci. Živí se hmyzem, drobnými obratlovci, ovocem a nektarem z květů. Má olivově zelené až hnědé zbarvení, které mu umožňuje skrýt se v husté pralesní vegetaci, kůže vytváří četné záhyby. Ozývá se hlasitým vrčením, kvůli kterému mu domorodci říkají „stromový ďábel“.
Pagekon obří bývá chován v teráriích (odchyt ve volné přírodě je zakázán), v zajetí se může dožít až dvaceti let.

## Poddruhy
- Rhacodactylus leachianus leachianus (Cuvier, 1829)
- Rhacodactylus leachianus aubrianus (Bocage, 1873)
- Rhacodactylus leachianus henkeli (Seipp & Obst, 1994)[5]